# Monoi

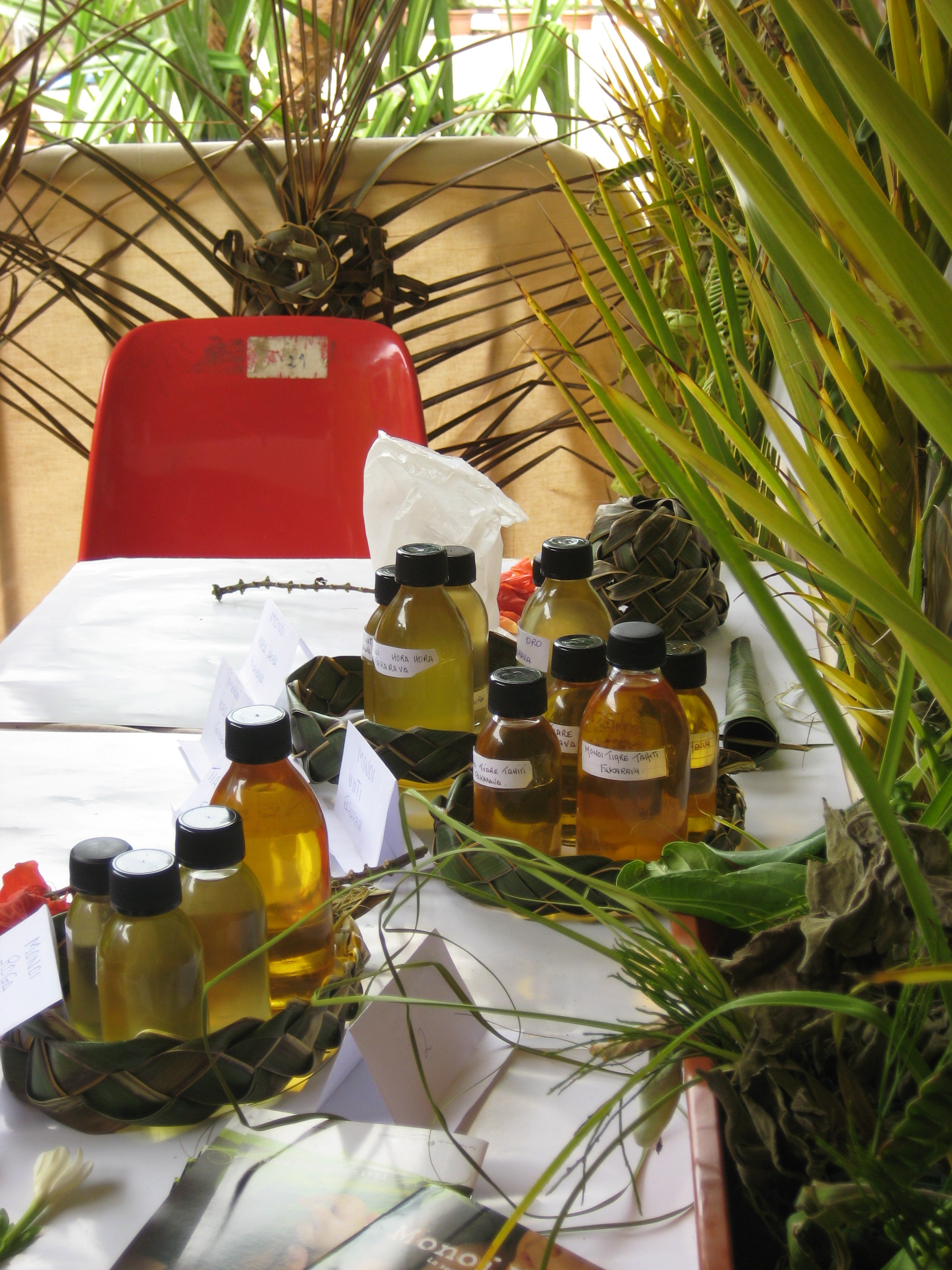
Lahvičky oleje

Monoi je kosmetický přípravek pocházející z Francouzské Polynésie. Vyrábí se z kokosového oleje, v němž se macerují květy gardénie Gardenia taitensis (podle normy se musí použít nejméně patnáct květů na litr oleje). Olej tuhne při teplotě 22 °C.
Domorodci používali monoi na ochranu před sluncem i slanou vodou, příjemně vonící olej hrál také významnou roli v rituálech původního náboženství. Ve svých zápiscích se o monoi zmiňuje i James Cook. Používá se pro lepší hydrataci kůže, je doporučován jako masážní olej, opalovací prostředek i vlasový kondicionér.
V roce 1992 získalo tahitské monoi chráněné označení původu, má také certifikát Écocert. Patří k významným exportním artiklům Francouzské Polynésie a lahvičky oleje jsou oblíbeným suvenýrem pro turisty.